# الل، لانکاشر
الل (به انگلیسی: Ellel) یک روستا و محله مدنی در بریتانیا است که در لنکستر واقع شده‌است. الل ۴٬۸۹۵ نفر جمعیت دارد.